# خوسيه بيلار مورينو
خوسيه بيلار مورينو (بالإسبانية: José Pilar Moreno)‏ هو سياسي مكسيكي، ولد في 12 أكتوبر 1959 في ولاية أغواسكالينتس في المكسيك. حزبياً، نشط في الحزب الثوري المؤسساتي. وقد انتخب عضو مجلس النواب المكسيك.